# منتر (مینه‌سوتا)
منتر، مینه‌سوتا (به انگلیسی: Mentor, Minnesota) یک شهر در ایالات متحده آمریکا است که در شهرستان پولک واقع شده‌است.

## خصوصیات
منتر ۴٫۸۴ کیلومترمربع مساحت و ۱۵۳ نفر جمعیت دارد و ۳۵۶ متر بالاتر از سطح دریا واقع شده‌است.